# 제리 폴웰

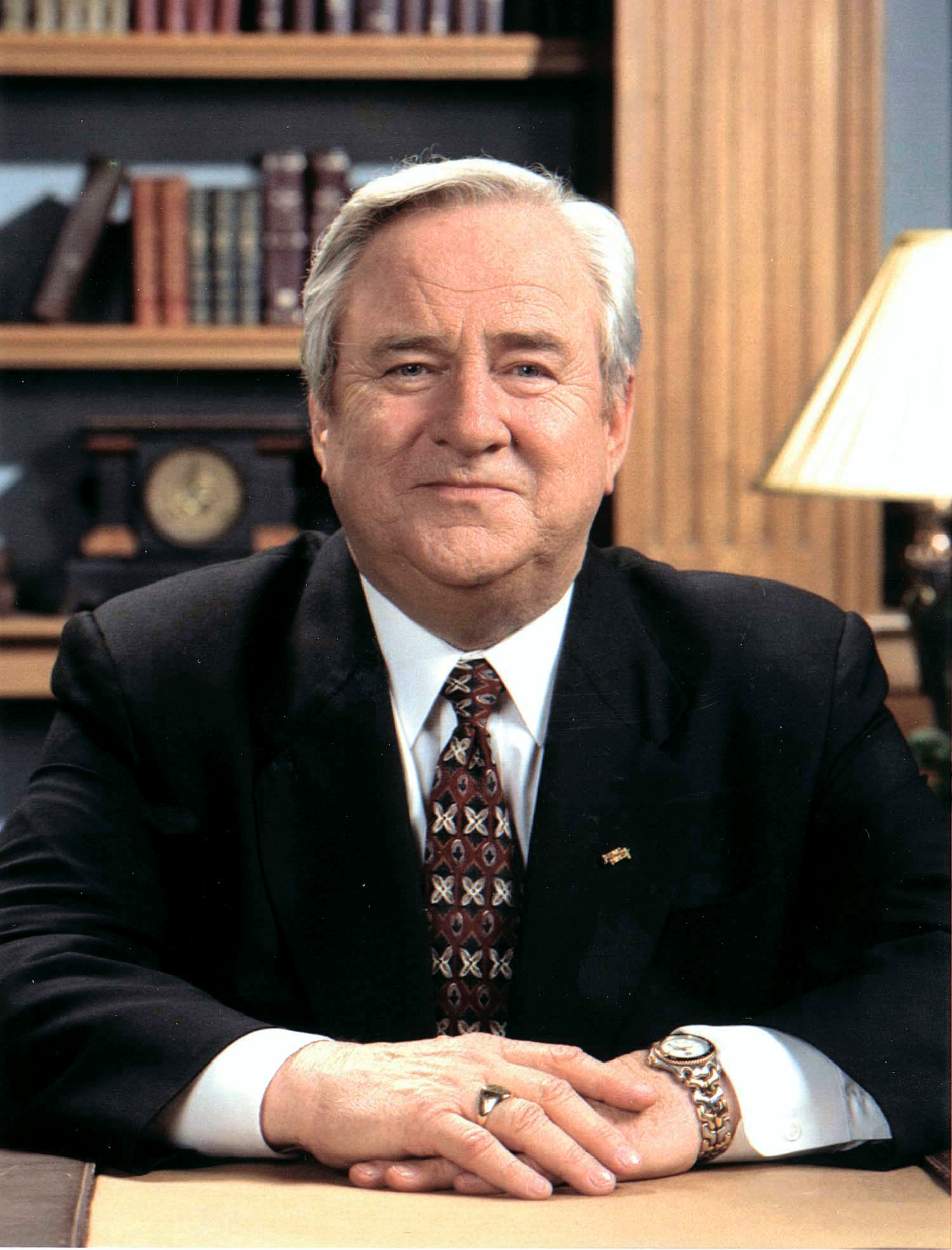
제리 폴웰

제리 레이먼 폴웰(Jerry Lamon Falwell, 1933년 8월 11일 ~ 2007년 5월 15일 )은 미국의 침례교(Baptist Bible Fellowship) 목사이다. 미국 공화당에 입당했지만 결국 탈당을 한 제리 폴웰은 미국 보수주의의 핵심 인물이면서, 미국 기독교계에서 가장 많은 논란을 불러일으키는 사람 중 한 명이다.

## 정치성향
제리 폴웰은 미국 기독교 근본주의(Fundamentalism)의 대표적인 인사로 기독교 우파단체인 도덕적 다수(Moral Marjority)의 대표이다.
도덕적 다수는 레이건이 대통령이던 1980년대 기독교 우파에서 영향력을 크게 끼친 보수주의 단체로 기독교 소리(Christian Voice)등과 더불어 낙태반대,동성애자들의 시민권 인정 반대,학교내 기도부활,당시 인종차별이 존재하던 남아프리카 공화국에 대한 지지,국방비 증액요구, 공화당내 보수인사 경제정책 지지,사회복지 예산증액반대등을 주장하였다. 폴웰은 이 단체에서의 활동을 통해 레이건의 당선과 재선에 큰 영향을 끼쳤다.
폴웰은 논란의 여지가 있는 발언을 여러차례 하기도 했다. 1999년 2월에는 텔레토비의 보라돌이 캐릭터의 색이 보라색이고, 머리에 역삼각형 모양이 달려 있으며, 핸드백을 들고 다닌다는 점을 증거로 보라돌이가 동성연애자를 상징하는 것이기 때문에 아이들에게 해롭다는 발언을 하기도 했다.
2001년 9·11 테러 직후에는 이와 같은 테러가 미국에 일어난 것은 이교도들, 낙태, 페미니스트, 동성연애, 포르노들 때문이라는 발언과 함께 미국이 도덕적으로 타락하여 하느님이 보호하는 손길을 거두셨다는 주장도 하였다. 미국을 하느님이 보호하시는 나라로 보는 국수주의 발언을 한 것이다.

## 가짜 인터뷰 논란
1983년 11월 래리 플린트의 성인잡지 허슬러에는 폴웰의 가짜 인터뷰가 실렸는데, 여기서 폴웰은 자신의 첫 경험은 헛간에서 어머니와 가진 근친상간이었다고 고백하는 것으로 나왔다. 폴웰은 사생활 침해, 출판물에 의한 명예훼손, 고의적인 정신적 가해행위 등을 내세워 고소했으나 대법원에서 패소했다.

## 같이 보기
- 기독교 근본주의